# Erlon Silva
Erlon de Souza Silva (23 giugno 1991) è un canoista brasiliano, specializzato nella velocità.

## Palmarès
- Olimpiadi

Rio de Janeiro 2016: argento nel C2 1000 m.
- Mondiali

Mosca 2014: bronzo nel C2 200m.
Milano 2015: oro nel C2 1000m.
Montemor-o-Velho 2018: oro nel C2 500m.
Seghedino 2019: bronzo nel C2 1000m.
- Giochi panamericani

Guadalajara 2011: argento nel C2 1000m.
Toronto 2015: argento nel C2 1000m.
- Giochi sudamericani

Medellín 2010: oro nel C2 200m, nel C2 500m e nel C2 1000m.